# 레온 스핑크스
레온 스핑크스(Leon Spinks, 1953년 7월 11일~2021년 2월 5일)는 1977년부터 1995년까지 경쟁한 미국의 프로 복서였다. 그의 8번째 프로 경기에서 그는 무하마드 알리를 분할 결정으로 꺾고 1978년에 확실한 헤비급 챔피언십에서 우승했다. 권투 역사상 가장 큰 이변 중 하나로 간주되는 것이다. 스핑크스는 나중에 7개월 후 승인되지 않은 재대결에서 알리를 상대로 WBC 타이틀을 박탈당했고, 그는 만장일치로 패배했다.
헤비급 챔피언이자 특유의 벌어진 미소(앞니 2개 그리고 나중에 4개 모두 상실로 인해)일 뿐만 아니라, 스핑크스는 알리에게 패배한 후 그의 경력에 닥친 재앙으로 악명을 얻었다. 그러나 그는 1981년 WBC 헤비급 타이틀(3라운드에서 래리 홈즈에게 TKO로 패배)과 1986년 WBA 크루저급 타이틀(6라운드에서 드와이트 무하마드 카위에게 TKO로 패)에 다시 한 번 도전했다.
아마추어로서 스핑크스는 라이트 헤비급 부문에서 수많은 메달을 획득했다. 첫 번째는 1974년 제1회 세계 선수권 대회에서 동메달을 획득했고, 그 뒤를 이어 1975년 팬아메리칸 게임에서 은메달, 1976년 하계 올림픽에서 금메달을 획득했다. 후자는 미들급 금메달을 획득한 그의 형제 마이클 스핑크스와 함께했다. 레온은 1973년부터 1976년까지 미국 해병대에서 복무하여 상병으로 진급했다. 그는 노스캐롤라이나주 해병대 베이스캠프 르준(Lejeune)에 주둔했으며 해병대 복싱팀 소속이었다.
스핑크스는 또한 1986년, 1990년부터 1993년까지 프로레슬러로서 짧은 경력을 쌓았다.